# Antons Fest
Antons Fest ist der erste Kino-Spielfilm des Regisseurs John Kolya Reichart. Der Film hatte auf dem Montreal World Film Festival 2013 seine Weltpremiere. Der deutsche Kinostart war am 4. Februar 2016.

## Handlung
Anton lädt seine Familie zu seinem 30. Geburtstag auf einen Hof in der Uckermark ein. Alle kommen, sogar Vater Bernhard, der sich eigentlich vor 20 Jahren aus dem Staub gemacht hat. Nur einer fehlt: Anton. Während sie warten, geraten die Gäste in Konflikte. Schwester Marla kritisiert die ödipale Krise ihres Bruders Tilmann, der mit über 30 noch immer bei der Mutter wohnt und Frohnatur Jule gerät mit dem Gutsbesitzer Achim aneinander. Antons Exfreundin Ewa bringt die Tagebücher des verschollenen Gastgebers in Umlauf und bohrt damit in offenen Wunden. In kürzester Zeit wird aus dem Familientreffen ein Schlachtfeld, das niemand unversehrt verlassen wird.

## Auszeichnungen
- 2013 Montreal World Film Festival: Goldener Zenith
- 2014 Achtung Berlin Festival: Bester Spielfilm Preis des VDFK